# GamesRadar+
GamesRadar+ est un site web multiformat de jeux vidéo, incluant des news, previews, tests, vidéo et guides. Il est détenu simultanément aux États-Unis et au Royaume-Uni par l'éditeur Future plc. Avec un autre site web affilié, CheatPlanet, GamesRadar+ reçoit approximativement 3,25 millions de visiteurs uniques par mois. GamesRadar+ est connu pour son approche du journalisme vidéoludique avec des notes d'humour, publiant beaucoup d'articles et de vidéos pour leur côté comique en plus des actualités plus classiques sur les jeux vidéo. Le site produit aussi une série hebdomadaire de podcasts téléchargeables depuis iTunes, qui récapitule l'actualité vidéoludique.